# Mitsubishi Colt
Mitsubishi Colt este un nume aplicat de Mitsubishi Motors unor automobile din 1962. A fost introdus pentru prima dată cu o serie de mașini kei și subcompacte în anii 1960, iar apoi pentru versiunea de export a subcompactei Mirage, între 1978 și 2002.

## Colt (Z30; 2002)
În noiembrie 2002, un nou Colt a fost lansat de Mitsubishi în Japonia cu un design realizat de Olivier Boulay și construit pe aceeași platformă ca și Smart Forfour. În Japonia, a fost vândut la un anumit lanț de retail numit Galant Shop. O versiune europeană realizată la uzina Mitsubishi NedCar a intrat în producție un an mai târziu.
În 2004, Colt a fost lansat în Europa și Australia, cu modele variind de la 1,1 L MPI MIVEC, 1,3 L MPI MIVEC, 1,5 L MPI MIVEC și 1,5 L turbo MIVEC pe benzină. O versiune cu trei uși a sosit în 2005 doar pentru Europa.